# Al-Qassaa
Al-Qassaa (tiếng Ả Rập: القصاع; cũng đánh vần Qasa hoặc Qasa'ah) là một khu phố và quận của thành phố Sarouja ở Damascus, Syria. Qassaa nằm ở phía đông bắc của thành phố và giáp với khu phố cổ của thành phố Bab Tuma. Nó có dân số 11.467 trong cuộc điều tra dân số năm 2004. Cư dân của Al-Qassaa chủ yếu là Kitô hữu thuộc tầng lớp thượng lưu.

## Lịch sử
Al-Qassaa được thành lập vào đầu thế kỷ 20, trong những năm cuối cùng của sự thống trị của Ottoman. Những người thành lập khu phố là những người theo đạo Thiên chúa từ khu phố cổ Bab Tuma, người đã chuyển đến al-Qassaa do điều kiện sống ngày càng khó khăn trong các tòa nhà cổ và những con hẻm hẹp của Bab Tuma. Người dân Bab Tuma cảm thấy đủ an toàn để di chuyển vào vùng ngoại ô không có tường bao của Thành phố cổ do sự bảo vệ ngày càng tăng được thiết lập bởi Ottoman sau hậu quả của vụ thảm sát Kitô giáo năm 1860 ở Damascus. Al-Qassaa được phát triển thêm trong thời kỳ bắt buộc của Pháp, được thiết kế dọc theo các đường do kiến trúc sư người Pháp Michel Ecochard nghĩ ra. Trong cuộc điều tra dân số Pháp năm 1936, al-Qassaa có dân số 1.872 người, tất cả đều là Kitô hữu.